# M4 (Hongarije)
De M4 is een Hongaarse autosnelweg in aanbouw. In 2022 is de weg gereed tussen Ferihegy en Törökszentmiklós-nyugat, de rondweg ten noorden van de stad Szolnok met een nieuwe brug over de rivier de Tisza is op 22 Februari 2022 opengesteld. Gepland is dat in 2024 de M4 zal worden voltooid. De snelweg zal lopen van Boedapest, van de M0 (ringweg), naar Szolnok en vervolgens naar de Roemeense grens bij Oradea (Nagyvárad). Het gedeelte tussen Berettyóújfalu en de Roemeense grens nabij Borș is gereed.

## Traject Ferihegy – Üllő
In 2005 zijn de eerste 12 kilometer van de weg M4 gereedgekomen als 2x2-strooks autoweg. 

## Traject Üllő – Cegléd
In februari 2017 is een start gemaakt met de aanleg van dit traject voor de bouw van een twee-keer-tweestrooks autoweg. Vanaf Alberttirsa volgt het het nieuwe tracé dat hier al als rondweg is aangelegd. 

## Traject Cegléd – Abony
Hier ligt al een deel 2x2-strooks autoweg.

## Traject Abony – Fegyvernek
In november 2013 is begonnen met de werkzaamheden aan dit traject. Het project zal in drie fasen worden uitgevoerd, de tweede fase behelst de bouw van een brug over de Tisza. In totaal heeft dit traject een lengte van 29 kilometer. In 2015 is het project stopgezet vanwege problemen met de financiering. Het is de bedoeling dat de vluchtstroken nu komen te vervallen en het traject in 2019 opengaat als 2x2-strooks autoweg.

## Traject Fegyvernek – Püspökladány
Aan dit traject wordt nog niet gewerkt.

## Traject Püspökladány – Berettyóújfalu
Voor dit traject is het tracé vastgesteld.

## Traject Berettyóújfalu- Roemeense grens
Dit traject werd in oktober 2020 in gebruik genomen. De aansluitende M35 richting Debrecen werd op 20 december 2018 in gebruik genomen. 
M0 ·
M1 ·
M2 ·
M3 ·
M4 ·
M5 ·
M6 ·
M7 ·
M8 ·
M9 ·
M15 ·
M19 ·
M25 ·
M30 ·
M31 ·
M35 ·
M43 ·
M44·
M51 ·
M60 ·
M70·
M76·
M80·
M85·
M86